# Juan Bautista Castro
Juan Bautista Castro (Caracas, 19 ottobre 1846 – Caracas, 7 agosto 1915) è stato un arcivescovo cattolico venezuelano.

## Biografia
Da sacerdote, fu direttore della confraternita dell'Adorazione perpetua del Santissimo Sacramento nella Santa Capilla di Caracas, presso la quale stabilì l'adorazione eucaristica quotidiana e nel 1896 fondò la congregazione delle Serve del Santissimo Sacramento.
Nel 1899 si fece promotore della consacrazione del Venezuela al Santissimo Sacramento.
Arcivescovo titolare di Serre dal 1903, succedette per coadiutoria a Críspulo Uzcátegui nella sede di Caracas nel 1904.
Nel 1907 celebrò a Caracas il primo congresso eucaristico nazionale del Venezuela (il primo di tutta l'America latina).
Morì nel 1915.

## Genealogia episcopale
La genealogia episcopale è:
- Cardinale Scipione Rebiba
- Cardinale Giulio Antonio Santori
- Cardinale Girolamo Bernerio, O.P.
- Arcivescovo Galeazzo Sanvitale
- Cardinale Ludovico Ludovisi
- Cardinale Luigi Caetani
- Cardinale Ulderico Carpegna
- Cardinale Paluzzo Paluzzi Altieri degli Albertoni
- Papa Benedetto XIII
- Papa Benedetto XIV
- Papa Clemente XIII
- Cardinale Bernardino Giraud
- Cardinale Alessandro Mattei
- Cardinale Pietro Francesco Galleffi
- Cardinale Giacomo Filippo Fransoni
- Cardinale Carlo Sacconi
- Cardinale Edward Henry Howard
- Cardinale Mariano Rampolla del Tindaro
- Cardinale Rafael Merry del Val y Zulueta
- Arcivescovo Juan Bautista Castro